# Franz von Benda-Beckmann
Franz von Benda-Beckmann (* 29. November 1941 in Greifswald; † 7. Januar 2013 in Amsterdam) war ein deutscher Rechtsethnologe. Er war einer der einflussreichsten und international am weitesten anerkannten deutschen Wissenschaftler auf dem Gebiet der Rechtsethnologie.

## Leben
Franz von Benda-Beckmann studierte Rechtswissenschaften in Kiel, München und Lausanne. Nach einer 16-monatigen Feldforschung in Malawi erlangte er 1970 an der Universität Kiel die Dissertation mit einer Arbeit zum Thema „Geschichtliche Entwicklung und heutige Problematik des pluralistischen Rechtssystems eines ehemals britischen Kolonialgebiets“. Nach wissenschaftlicher Assistenz am Ethnologischen Seminar der Universität Zürich habilitierte er sich dort 1979 in allgemeiner Ethnologie. Er war Privatdozent an den Universitäten Zürich und Leiden.
Von 1981 bis 2000 war er Professor für Recht in Entwicklungsländern an der Landbauuniversität Wageningen. 2000 wurde er zusammen mit seiner Frau Keebet von Benda-Beckmann Forschungsleiter der Projektgruppe Rechtspluralismus am Max-Planck-Institut für ethnologische Forschung in Halle/Saale und ermöglichte dort den Aufbau der dritten Abteilung Recht und Ethnologie. 2002 wurde er zum Honorarprofessor für Ethnologie an der Universität Leipzig und 2004 zum Honorarprofessor für Rechtspluralismus an der Universität Halle ernannt.
Franz von Benda-Beckmann hat – teils gemeinsam mit seiner Frau Keebet von Benda-Beckmann – 29 Bücher und 266 Artikel in meist führenden Zeitschriften seines Faches publiziert und war in vielen nationalen und internationalen Gremien tätig. Gemeinsam mit seiner Frau war er unter anderem Mitbegründer der „International Commission on Legal Pluralism“ der „International Union of Ethnological and Anthropological Sciences“. Er entstammt dem Adelsgeschlecht von Benda.

## Werke
Von Benda-Beckmann veröffentlichte zahlreiche wissenschaftliche Bücher und Artikel, darunter:
- Franz von Benda-Beckmann: Rechtspluralismus in Malawi : Geschichtliche Entwicklung und heutige Problematik d. pluralistischen Rechtssystems e. ehemals britischen Kolonialgebiets (= Afrika-Studien, Nr. 56). Weltforum Verlag, München 1970, ISBN 978-3-8039-0040-1. Dissertation, Kiel 1970.
  - Übersetzt als Franz von Benda-Beckmann: Legal pluralism in Malawi : historical development 1858-1970 and emerging issues (= Kachere monograph, no. 24). Kachere Series, Zomba, Malawi 2007, OCLC 162127181 (englisch).
- Franz von Benda-Beckmann: Property in social continuity : continuity and change in the maintenance of property relationships through time in Minangkabau, West Sumatra (= Verhandelingen van het Koninklijk Instituut voor Taal-, Land- en Volkenkunde, 86). Martinus Nijhoff, The Hague 1979, ISBN 978-90-247-2197-9 (englisch). Habilitation thesis, Koninklijk Instituut voor Taal-, Land- en Volkenkunde, Leiden, 455 pages.
- Franz von Benda-Beckmann: Between kinship and the state : social security and law in developing countries. Foris, Dordrecht 1988, ISBN 978-90-6765-380-0 (englisch).  495 pages.
- Franz von Benda-Beckmann: Who's afraid of legal pluralism? In: Journal of legal pluralism and unofficial law. 47. Jahrgang, 2002, ISSN 0732-9113, OCLC 210803585, S. 37 (englisch).
- Franz von Benda-Beckmann, Keebet von Benda-Beckmann: Struggles over communal property rights and law in Minangkabau, West Sumatra (= Max-Planck-Institut für Ethnologische Forschung, No. 64). Max Planck Inst. for Social Anthropology, Halle/Saale 2004, OCLC 76651075 (englisch).
- Franz von Benda-Beckmann, Keebet von Benda-Beckmann: Gesellschaftliche Wirkung von Recht:  rechtsethnologische Perspektiven (= Kulturwissenschaften). Reimer, Berlin 2007, ISBN 978-3-496-02804-8 (englisch).
- Franz von Benda-Beckmann, Keebet von Benda-Beckmann: Social Security between Past and Future: Ambonese Networks of Care and Support. In: The Journal of Sociology & Social Welfare. 35. Jahrgang, 1. September 2008, OCLC 9883385322, doi:10.15453/0191-5096.3377 (englisch).
- Franz von Benda-Beckmann, Keebet von Benda-Beckmann: Rules of law and laws of ruling : on the governance of law. Ashgate Pub., Farnham, Surrey, England 2009, ISBN 978-0-7546-7239-5 (englisch). Übersetzt von Julia M. Eckert.
- Franz von Benda-Beckmann, Keebet von Benda-Beckmann: Political and legal transformations of an Indonesian polity : the Nagari from colonisation to decentralisation (= Cambridge studies in law and society). Cambridge University Press, Cambridge 2013, ISBN 978-1-107-41692-5 (englisch).